# أليس بوي
أليس بوي (بالإنجليزية: Alice Bowe)‏ هي صحفية ومقدمة تلفزيونية بريطانية، ولدت في 1980 في Redhill, Surrey ‏ في المملكة المتحدة.